# Anne Hov
Anne Hov, sovint coneguda com a Anne Haav, era una lletera noruega de Gudbrandsdalen que va crear la versió moderna del formatge noruec brunost. El 1933, amb 87 anys, Anne Hov va rebre la Medalla Reial al Mèrit Noruec per les seves contribucions a la gastronomia i economia noruega.
En la segona part del del segle xix, Gudbrandsdalen, una part rural de Noruega, patia econòmicament a causa de la caiguda de beneficis del gra i de la disminució de les vendes de mantega. Mentre treballava en una granja de muntanya de Valseter a prop de Gålå el 1863, Hov va tenir la idea d'afegir crema al sèrum de llet quan estava bullint, i fer baixar l'ebullició en una olla de ferro fins que el líquid es reduís més d'un 80%, creant un formatge més ferm, més gras, i més agradabla. Al principi el va anomenar Feitost ("Formatge Gras"). Però el nom més endavant va canviar a Fløtemysost ("Formatge de Sèrum de Crema de llet"), i aquesta varietat és actualment el segon tipus més popular del país. El producte immediatament va esdevenir molt consumit en tota la regió.
Quan Anne Hov es va casar i traslladar a la granja Rusthågranjaå de Sør-Fron, va començar una producció a gran escala, tot inventant una nova varietat on va afegir la llet de la cabra a la barreja, per donar-li un gust més pronunciat. Al comerciant local Ole Kongsli li va agradar tant que va pensar que hi podria haver-hi un mercat pel producte en la capital, Oslo. Va començar a comercialitzar el producte amb el nom de Gudbrandsdalsost i va esdevenir tan exitós que va contribuir significativament a l'economia de la regió, fent que Gudbrandsdalen deixés enrere la recessió.